# Cyclosorus shimenensis
Cyclosorus shimenensis là một loài thực vật có mạch trong họ Thelypteridaceae. Loài này được Shing & C. M. Zhang mô tả khoa học đầu tiên năm 1995.